# Siria en los Juegos Olímpicos de Los Ángeles 1984
Siria estuvo representada en los Juegos Olímpicos de Los Ángeles 1984 por nueve deportistas masculinos que compitieron en cinco deportes.
El portador de la bandera en la ceremonia de apertura fue el luchador Joseph Atiyeh.

## Medallistas
El equipo olímpico sirio obtuvo las siguientes medallas:
| Nombre        | Deporte     | Competición |
| ------------- | ----------- | ----------- |
| Oro           |             |             |
| —             |             |             |
| Plata         |             |             |
| Joseph Atiyeh | Lucha libre | 100 kg M    |
| Bronce        |             |             |
| —             |             |             |